# Involucro
Un involucro puede ser:

Involucro en la base de la umbela, involucelos directamente debajo de las flores.

- En las angiospermas, conjunto de brácteas que rodea o envuelve a un órgano de la planta, usualmente una flor o una inflorescencia, particularmente en el caso de los capítulos o de las umbelas. En el caso de umbelas compuestas, el término se reserva para las brácteas de la inflorescencia general (umbela de primer orden), mientras que el conjunto de brácteas de cada umbélula (umbela de segundo orden) se denomina involucelo.[1]
- En los antocerotófitos, porción del gametófito que rodea la base del esporogonio y adopta una forma de vaina cilíndrica o troncocónica.